# Пјопи (Кјети)
Пјопи (итал. Pioppi) је насеље у Италији у округу Кјети, региону Абруцо.
Према процени из 2011. у насељу је живело 30 становника. Насеље се налази на надморској висини од 302 м.